# Procamallanus sphaeroconchus
Procamallanus sphaeroconchus är en rundmaskart som beskrevs av Toernquist 1931. Procamallanus sphaeroconchus ingår i släktet Procamallanus och familjen Camallanidae. Inga underarter finns listade i Catalogue of Life.